# 인공지능을 위한 프로그래밍 언어 목록
인공지능 연구원들은 인공 지능을 위한 특수한 프로그래밍 언어들을 개발해왔다.

## 언어
- AIML("Artificial Intelligence Markup Language")[1]은 XML 방언으로서[2] A.L.I.C.E. 유형의 채터봇에 사용된다.
- IPL[3]은 인공지능을 위해 개발된 최초의 언어였다.
- 리스프[4]는 람다 대수에 기반한 컴퓨터 프로그램을 위한 실용적인 수학 표기 언어이다.
- 스몰토크는 시뮬레이션, 신경망, 기계 학습, 유전자 알고리즘을 위해 널리 사용되고 있다.
- 프롤로그[5][6]는 선언형 언어로서, 프로그램들이 관계를 수단으로 표현되며 실행은 이러한 관계 위에서 "쿼리"를 수행함으로써 발생한다.
- STRIPS
- 플래너는 절차적, 논리적 언어 간 하이브리드이다.
- POP-11
- 파이썬은 인공지능에 널리 사용되며, 일반 AI, 기계 학습, 자연 언어 처리, 인공신경망을 포함한 수많은 응용 프로그램을 위한 패키지가 포함된다.[7]
- 하스켈 또한 AI용으로서 매우 훌륭한 프로그래밍 언어이다.
- Wolfram Language는 매우 자동화된 함수(Predict, Classify)에서부터 특정 메소드와 진단에 기반한 함수에 이르는 기계 학습 기능을 포함한다. 이 함수들은 수치, 분류, 시간 시리즈, 텍스트, 그림을 포함한 수많은 유형의 데이터로 동작한다.[8]
- C++ (2011 이상)
- MATLAB
- 펄
- 줄리아(예: 네이티브/비 네이티브 라이브러리를 사용한 기계 학습용)

## 참고 문헌

### 주요 AI 교과서
See also the AI textbook survey
- Luger, George; Stubblefield, William (2004), 《Artificial Intelligence: Structures and Strategies for Complex Problem Solving》 5판, The Benjamin/Cummings Publishing Company, Inc., ISBN 0-8053-4780-1
- Nilsson, Nils (1998), 《Artificial Intelligence: A New Synthesis》, Morgan Kaufmann Publishers, ISBN 978-1-55860-467-4
- Poole, David; Mackworth, Alan; Goebel, Randy (1998), 《Computational Intelligence: A Logical Approach》, New York: Oxford University Press, ISBN 0-19-510270-3
- Winston, Patrick Henry (1984), 《Artificial Intelligence》, Reading, Massachusetts: Addison-Wesley, ISBN 0-201-08259-4